# Мусандам
Мусандам је мухафаза у Оману. Административни центар је град Хасаб (Ел-Хасаб). Мусандам заузима површину од 1 800 км² и у њему живи 31 425 људи (2010. године).

## Географија
Налази се на самом сјеверу државе, на истоименом полуострву. Географски, полуострво стрши у Ормуски мореуз, уски улаз у Персијски залив. Мусандам има важан стратешки положај, јер даје Оману дјелимичну контролу, заједно са Ираном, над овим тјеснацом. Будући одијељен од осталих дијелова Омана територијом Уједињених Арапских Емирата, представља полуенклаву. 
На сјеверном дијелу полуострва, око села Кумзар, користи се језик кумзари — југозападни дијалект персијског језика.
До скора је приступ полуострву био прилично тежак. На располагању су биле двије могућности: ријетки авионски лијетови или десеточасовна друмска вожња и четири имиграционе контроле. У августу 2008. отворена је трајектна линија између Маската и Мусандама ради побољшања транспортног саобраћаја с полуострвом. 
Мусандам је познат по својим прекрасним пејзажима на морској обали, уски заливи овдје подсећају на норвешке фјордове. Међутим, разлог њиховог настанка је други. Арабијска плоча лагано се подвлачи под Евроазијску, на којој се уздижу земљотресима подложне планине Ирана. Полуострово Мусандам тоне, па су над водом остали само врхови планина, док је море испунило долине, створивши необичну обалску линију.

## Административна подјела
Мухафаза Мусандам дијели се на 4 вилајета с центрима у градовима:
- Хасаб
- Буха
- Диба ел-Баја
- Мадха — засебан вилајет ван полуострва; окружен територијом УАЕ.

Хасаб је регионални центар мухафаза.
На челу административне управе је мухафиз.